# Jaakko Mäki

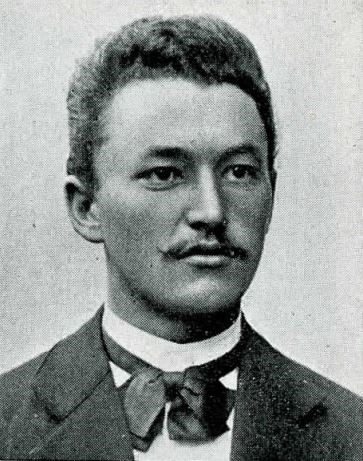
Jaakko Mäki 1908.

Jaakko Mäki, egentligen Kaunismäki, född 2 januari 1870 i Ilmola, död (avrättad) 14 januari 1938 i Petrozavodsk, var en finländsk politiker (SDP). Efter 1918 var Mäki verksam i Sovjetunionen som politiker i Karelska ASSR.
Mäki föddes i en torparfamilj och arbetade huvudsakligen som kopparsmed. I början av 1900-talet bodde Mäki i USA och lär där blivit socialist. 1905 återvände han till Finland och var riksdagsman för Socialdemokratiska partiet 1908–1918. Mäki var ordförande för SDP:s partigrupp 1917 och 1918 samt var ordförande för jordbruksutskottet 1917. Efter de rödas revolution i januari 1918 blev Mäki delegat för jordbruksfrågor i Finska folkdelegationen. Mäki flydde till Ryssland efter inbördeskriget och hörde till det nybildade finska kommunistpartiets tillfälliga centralkommitté.
I Karelska ASSR satt Mäki i redaktionsledningen för tidningen Kommunisti från 1922 och för tidningen Vapaus från 1924. Han var chef för finska avdelningen vid bolsjevikpartiet i Karelska ASSR från och med 1924 och var sedan 1927 partisekreterare för Uhtuas partikommitté. Mäki var medlem av karelska regionkommittén och var medlem av bolsjevikpartiet. På 1930-talet var Mäki ekonomiansvarig vid Karelens jordbrukshögskola.
När Edvard Gylling och Kustaa Rovio avsatts 1935 avskedades Mäki från samtliga uppdrag och uteslöts från bolsjevikpartiet. Mäki arresterades av NKVD den 29 juli 1937 och dömdes till döden den 4 januari 1938. Han arkebuserades i Petrozavodsk den 14 januari. Mäki frikändes postumt 1956.